# シードラゴン (潜水艦)
シードラゴン (USS Seadragon, SS-194) は、アメリカ海軍の潜水艦。サーゴ級潜水艦の一隻。艦名はタツノオトシゴと近縁のリーフィーシードラゴンとウィーディーシードラゴンに因む可能性があるが、アメリカ公文書ではネズッポ科の総称（Dragonet）に由来する可能性を示唆している。なお、退役から13年後にスケート級原子力潜水艦4番艦として2代目シードラゴン (SSN-584)が就役している。

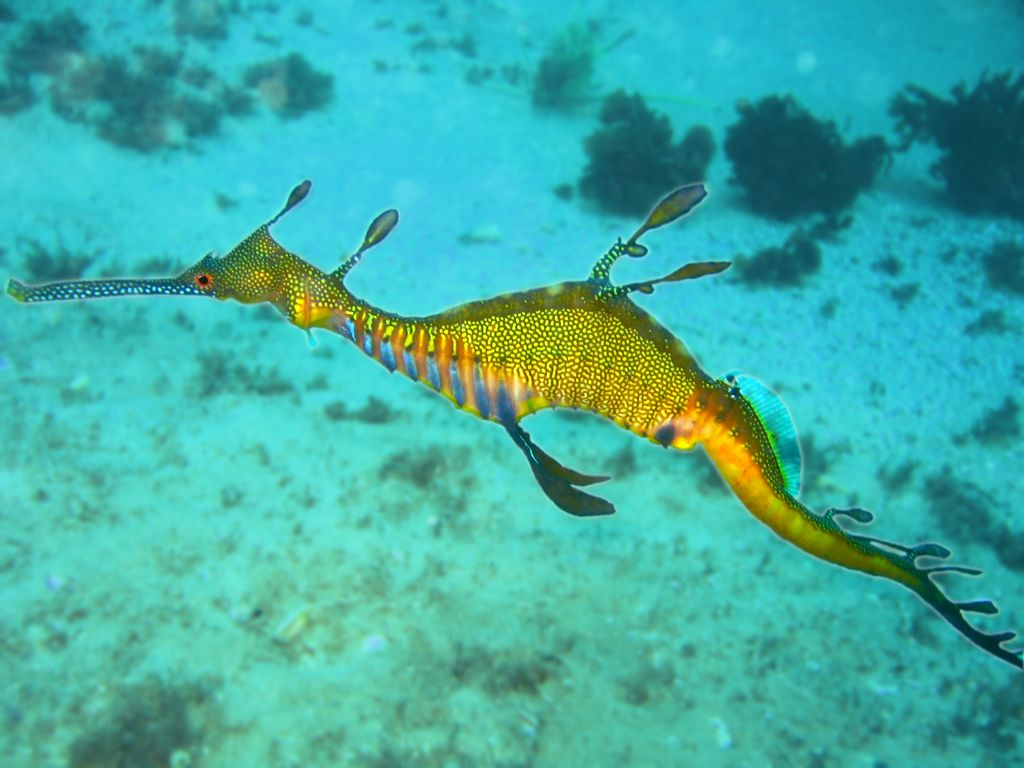
ウィーディーシードラゴン（Weedy sea dragon）

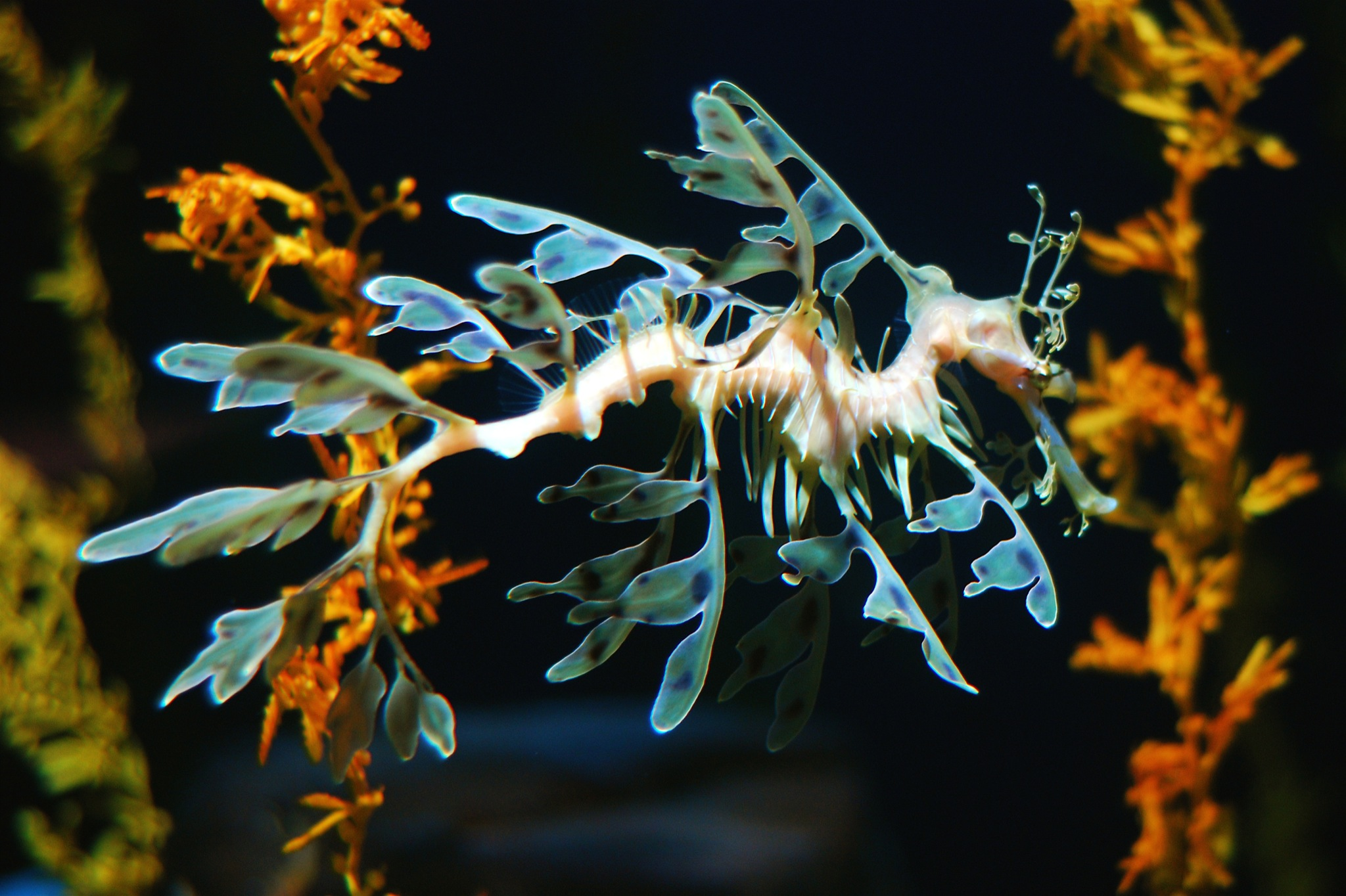
リーフィーシードラゴン（Leafy sea dragon）

## 艦歴
シードラゴンは1938年4月18日にコネチカット州グロトンのエレクトリック・ボート社で起工した。1939年4月21日にJ・O・リチャードソン夫人（太平洋艦隊司令長官ジェームズ・リチャードソン提督の妻）によって命名、進水し、1939年10月23日に艦長ジョン・G・ジョンズ少佐の指揮下就役する。
東海岸およびカリブ海での整調後、シードラゴンはニューイングランドに戻り、1940年5月23日にコネチカット州ニューロンドンを出航、フィリピンに向かった。第17潜水艦隊司令が同乗し、シードラゴンは11月30日にカヴィテに到着。アジア艦隊の1隻として訓練活動に参加した。1年後にオーバーホールの準備に入り、真珠湾攻撃時の1941年12月8日にはウィリアム・E・フェラル少佐（アナポリス1927年組）の指揮下、カヴィテ海軍工廠でのオーバーホール作業が開始されていた。
2日後の12月10日、シードラゴンおよび姉妹艦のシーライオン (USS Sealion, SS-195) は、カヴィテに対する敵機の空襲を受ける。この日襲来したのは第十一航空艦隊（塚原二四三中将）指揮下の第一航空隊に属する九六式陸攻27機で、カヴィテ海軍工廠とマニラ港を爆撃した。シーライオンは直撃弾を受け船体を破壊され、シードラゴンも爆弾2発が命中し損傷を受けた。爆発によりシードラゴンの艦橋の一部が剥ぎ取られた。破片がバラストタンクに穴を空け、司令塔に突き刺さった。この攻撃でサミュエル・H・ハンター少尉が戦死し、5名が負傷した。爆発による熱はシードラゴンの船体を焦がし、黒色の塗装には水泡が生じた。
波止場は火災と爆発によって包まれた。近くの弾薬庫に炎が迫り、シードラゴンに並んで停泊していた魚雷を搭載した貨物船に達しようとしていた。救難艦ピジョン (USS Pigeon, ASR-6) は危険を顧みずシードラゴンに接近、水路へと曳航した。その後シードラゴンは自力でマニラ湾へ移動した。その後、潜水母艦カノーパス (USS Canopus, AS-9) およびピジョンによる応急修理が行われ、その後12月15日の夜にアジア艦隊のスタッフが乗艦した。12月16日の0時にシードラゴンはマニラ湾を出航した。シードラゴンは駆逐艦バルマー (USS Bulmer, DD-222) に護衛されて南へ移動し、スリガオ海峡およびマカッサル海峡経由でスラバヤのオランダ海軍基地へ向かい、同地で便乗者を降ろした後、塗装を除く修理が行われた。その後シードラゴンは最初の哨戒の準備に入った。

### 第1の哨戒 1941年12月 - 1942年2月
12月30日、シードラゴンは最初の哨戒でインドシナ半島沖の南シナ海に向かった。哨戒海域では侵攻する日本船団の探索を行った。1月8日、シードラゴンはカムラン湾への航路帯を哨戒する。その2日後、敵駆逐艦を観測し、2本の魚雷を発射したもののいずれも命中しなかった。駆逐艦はそのままのコースを進んだものの、潜水艦に対する反撃は行わなかった。シードラゴンは同海域に留まり、正午の直後に船団の推進音を観測する。1時間半後に船団を視認し、最後の船に対して接近を始めた。13時直後に魚雷を発射したものの外れ、再び攻撃態勢で接近を試みた。しかしながら1時間以内に船団は安全にカムラン湾に入港した。シードラゴンは東方へ後退し、日没後に浮上して充電を行う。その後駆逐艦を観測し、シードラゴンは気づかれないように海域を離脱しようとしたものの、駆逐艦はサーチライトを照射した。シードラゴンは潜航し、駆逐艦による2度の爆雷攻撃を回避して東方へ移動した。
1月12日の午前は日本軍の哨戒機の回避に費やされた。午後に6隻の船からなる船団に接近する。しかしながら最終確認のため潜望鏡深度に浮上すると、上空に点を確認する。3発の爆弾が投下されたがシードラゴンは潜航し、再び東方に移動した。18時過ぎ、シードラゴンは浮上して先の爆撃による被害がないか調査した。幸い、塗装は多少剥がれていたものの、その他の被害は見られなかった。とはいえ、所々に赤が入った黒塗りの艦塗装は、浅い水域で潜航しても敵は容易に発見でき不利だった。そこでシードラゴンは、航空機が頻繁に哨戒しているであろう海域では、43メートル（140フィート）から61メートル（200フィート）の水深で航行することとなった。
1月14日にはバレラ岬沖を哨戒し、翌1月15日には南下して敵を求めた。そして1月16日11時15分、シードラゴンは輸送船団を発見した。しかし、潜望鏡深度にしたときに上空から発見されて爆撃され、シードラゴンは深く潜航してバレラ岬方面に戻った。それからの6日間、シードラゴンはいくつかの目標を発見したものの、運悪く魚雷は命中しなかった。1月23日の明け方、シードラゴンは4隻からなる輸送船団を発見し追跡。8時6分、シードラゴンは船団の一番船に向けて魚雷を発射。魚雷は一番船の左舷船尾に命中。続いて魚雷を2本発射したが、これは命中しなかった。三番船と四番船は東南方と西方にそれぞれ逃げ、二番船は海岸に向かって航行し、やがて船尾を沈めて停止した。シードラゴンは三番船を追い求めて浮上したが、敵航空機を発見したため、攻撃は諦め潜航した。
シードラゴンはその後4日間はインドシナ半島沿岸で哨戒し、次いでルソン島に針路を向けた。1月29日に新しい哨戒海域に到着し、スービック湾からリンガエン湾にいたる海岸沿いに哨戒した。2月1日、シードラゴンはサンフェルナンド沖で哨戒。翌2月2日早朝、シードラゴンは5隻からなる輸送船団を発見し潜航。魚雷を発射し、4番手で航行していた陸軍輸送船多摩川丸（東洋海運、6,441トン）に命中させてこれを撃沈した。攻撃後、シードラゴンは南に向かい、2月4日夜にマニラ湾に入った。22時3分、シードラゴンは艦を係留し、翌2月5日3時までに23本の魚雷、無電装置3,000基、部品のスペア4,000個を積み込んだ。作業終了後、シードラゴンは離岸。日没まで海中で待機した。日没後浮上し、コレヒドール島に接近。25名の要員を上陸させた。その中には、ルドルフ・フェビアン少佐を指揮官とする暗号解析班のメンバー17名が含まれていた。一連の作業を終え、シードラゴンは19時46分にコレヒドール島を後にしてオランダ領東インド方面に針路を向けた。2月13日、シードラゴンは45日間の行動を終えてスラバヤに帰投。その後間もなく、ジャワ島南岸のチラチャップに移動することとなり、2月21日に到着したが、日本軍の圧力が強まってきたため、オーストラリアに下がることが決定。3月4日にフリーマントルに到着した。

### 第2の哨戒 1942年3月 - 4月
3月18日、シードラゴンは2回目の哨戒でコレヒドール島に向かった。途中、コレヒドール島向けの燃料と食糧を積み込むためセブに寄港。魚雷10本と3インチ砲弾250発、30トンの食糧を積み込みセブを離れたシードラゴンは、4月8日20時53分にコレヒドール島に到着。出迎えた救難艦ピジョンに横付けし7トンの食糧を降ろし、代わりに日本語の専門家である、「オネスト・ジョン」とあだ名されたルーファス・テイラー以下の解析班のメンバー23名を乗せた。作業終了後、シードラゴンは21時29分に離岸し、通常の哨戒活動に戻った。
シードラゴンはスービック湾口で哨戒。4月11日、シードラゴンは複数の目標を発見し、17時20分に、その中にいた1隻の駆逐艦に対して3本の魚雷を発射。しかし、最初に発射した魚雷が29秒後に早期爆発を起こし、これを見た別の駆逐艦が魚雷を避けた後、爆雷攻撃を行ってきた。シードラゴンは水深61メートルで攻撃が終わるのを待った。爆雷は近くないところで爆発したものの、駆逐艦がシードラゴンの潜航場所を予想して待機していた。シードラゴンは音静かにこの海域を去った。4月12日に針路を南に向け、4月20日にロンボク海峡を通過した。4月26日、シードラゴンは39日間の行動を終えてフリーマントルに帰投した。

### 第3の哨戒 1942年6月 - 8月
6月11日、シードラゴンは3回目の哨戒で南シナ海、インドシナ半島方面に向かった。6月27日に哨戒海域に到着し、月末まではシンガポールと香港間の交通路を哨戒し、その後哨戒海域をバレラ岬沖に設定して移動した。7月4日朝、シードラゴンは3隻の船を発見し、先頭の船に対して魚雷を発射。しかし、魚雷は目標の下を通過したらしく命中せず、逆に3隻の船がシードラゴンのいる方に突進し、爆雷を落としていった。10分後観測すると、3隻は陸の方に逃げていくのが見えた。シードラゴンは南に針路を向けて交通路の哨戒を続けた。
数時間後、シードラゴンは2隻の貨物船を発見し、先頭の船に対して魚雷を2本発射。しかし、最初の魚雷は爆発せず、もう1本の魚雷は後ろに逸れていった。魚雷はもう2本発射したが、やはり命中しなかった。直後に敵航空機が出現し、シードラゴンは以後2時間ほど対潜爆弾の雨にさらされた。この辺りの海は75ファゾム（137メートル＝450フィート）あったにもかかわらず、どんな深さで潜航しても上空から見えていたものと考えられた。シードラゴンは爆弾の雨をしのぎ、哨戒を続けた。
次の週、シードラゴンは数隻の船を発見したが、いずれも攻撃位置を占めるまでにはいたらなかった。しかし、そういった不運は7月11日夜に終わりを告げた。シードラゴンはキノン岬沖で西方に煙が上がっているのを発見し、追跡を開始した。7月12日1時56分に攻撃位置を占め、14分後に魚雷を3本発射。1本は後方に逸れたが、2本が輸送船日山丸（日産汽船、6,171トン）に命中。2時19分までに日山丸は沈没していった。シードラゴンはバレラ岬北東14.8キロの地点に向かって潜航哨戒を続けた。
7月13日朝、シードラゴンは陸軍輸送船神陽丸（大同海運、4,163トン）に向けて魚雷を発射し、魚雷は神陽丸の後部に命中。神陽丸は間もなく沈没した。シードラゴンはこの海域を去って、海南島とバレラ岬を結ぶ海域に移動し、数日間哨戒した後バレラ岬沖に戻った。7月16日10時30分、シードラゴンは4隻の輸送船団を発見。魚雷を発射したものの、5分後に魚雷は海岸に命中し、4隻はシードラゴンのいる方に突進。シードラゴンはUターンして魚雷をもう2本発射。魚雷は輸送船函館丸（日本郵船、5,303トン）に命中し撃沈。シードラゴンが潜望鏡深度に戻って観測すると、函館丸以外の3隻の姿しか見えなかった。7月20日、シードラゴンはオーストラリアに針路を向けて南シナ海を去った。8月2日、シードラゴンは52日間の行動を終えてフリーマントルに帰投した。

### 第4の哨戒 1942年8月 - 10月
8月26日、シードラゴンは4回目の哨戒で南シナ海に向かった。9月10日、シードラゴンはアポ水道を通過し、南シナ海に入った。翌9月11日、乗組員の一人であるウィーラー・B・リプスが、虫垂炎にかかった同僚のダレル・レクターに対する緊急手術を行った。この一件は後に、シカゴ・デイリー・ニュースのジョージ・ウェラー記者が報じ、ウェラー記者はこの記事によりピューリッツァー賞を受賞した。また、リプスにも海軍功績章が授けられた。
9月12日、シードラゴンは中沙諸島西方の哨戒海域に到着。9月16日までこの海域で哨戒し、バレラ岬沖の哨戒海域に移動した。9月22日までシードラゴンはカムラン湾沖で哨戒していたが、適当な目標を得られなかった。22日朝になって、2隻の駆逐艦に護衛された野島丸（日本郵船、7184トン）級貨物船と思しき艦船に対して魚雷を4本発射。しかし、命中しなかった。駆逐艦が反撃に出て、「正確な」爆雷攻撃を行ってきた。
9月29日夜、シードラゴンは北緯12度20分 東経109度27分 / 北緯12.333度 東経109.450度の地点で5隻の輸送船団を発見し追跡。翌9月30日1時22分、シードラゴンは浮上雷撃を行い、1隻を撃破したと判断された。シードラゴンは輸送船団の前方に出るべく東に向かったが、護衛艦の照射を受けて潜航。護衛艦は爆雷を6発投下し、船団護衛に戻っていった。シードラゴンは間を置いて浮上し、輸送船団の追跡を再開した。しかし、3時間後に主電動機のケーブルが過熱し、追撃は断念した。
10月3日夜に南シナ海を去ったシードラゴンは、5日後にバリクパパン近海で哨戒を行った。10月10日、シードラゴンは南緯01度07分 東経117度19分 / 南緯1.117度 東経117.317度の地点で海軍徴傭船時雨丸（拿捕船、1,579トン）に対し船尾発射管から魚雷を発射。魚雷は命中し、時雨丸は最初の爆発から47秒後に消え去った。10月11日にはウィリアム岬とマンダー岬の間を哨戒し、翌10月12日にはマカッサル沖で哨戒した後、10月14日にロンボク海峡を通過した。10月20日、シードラゴンは55日間の行動を終えてフリーマントルに帰投。潜水母艦ホーランド (USS Holland, AS-3) による整備を受けた後、ソロモン諸島の戦いに投入するため、潜水母艦グリフィン (USS Griffin, AS-13) およびフルトン (USS Fulton, AS-11) とともにブリスベンに回航された。

### 第5の哨戒 1942年11月 - 1943年1月
11月23日、シードラゴンは5回目の哨戒でビスマルク諸島方面に向かった。11月29日、シードラゴンは哨戒海域に到着し、ラバウルとショートランド間の交通路を哨戒した。12月1日以降の10日間、シードラゴンはブナへの日本軍の増援を挫折させるべく、ニューブリテン島近海で哨戒。いくつかの成功しなかった接触があった。12月11日朝、シードラゴンはセント・ジョージ岬沖で貨物船と商船を発見し、魚雷を2本発射。そのうちの1本が陸軍輸送船浄宝縷丸（南洋海運、6,187トン）のメインマスト下に命中したが、沈没しなかった。シードラゴンは護衛艦の爆雷攻撃で追い散らされ、止めの一撃を与えることを阻止された。
12月21日、シードラゴンはセント・ジョージ岬沖で敵潜水艦を発見。射点を確保し、魚雷を3本発射。1本目は命中せず、2本目も発射後18秒で爆発。3本目が見事に命中し、ブナへの増援に従事していた伊号第四潜水艦（伊4）を撃沈した。しかし、2本目の魚雷の早期爆発の影響でシードラゴンも損傷した。爆発により前部発射管室の乗組員を倒し、また、1番発射管に装てんされていた魚雷が誤作動を起こした。不測の事態を回避すべく、この魚雷を強引に発射したが、その代償で1番発射管の外側の扉が破損した。シードラゴンは一時コントロールを失ったが、魚雷がシードラゴンの艦尾近くで爆発した後、元に戻った。
12月25日、シードラゴンは南緯05度02分 東経152度33分 / 南緯5.033度 東経152.550度の地点で、コロンバンガラ島への輸送任務に就いていた特設運送船南海丸（大阪商船、8,416トン）を発見。魚雷を発射し1本が命中した。さらに、南海丸は回避運動中に護衛の駆逐艦卯月と衝突し、船首を損傷した。翌12月26日に哨戒海域を去ったシードラゴンは、1943年1月7日に46日間の行動を終えて真珠湾に帰投。フェラル艦長は艦船局に異動となって退艦し、ロイヤル・L・ルッター少佐（アナポリス1930年組）に代わった。シードラゴンはオーバーホールのためメア・アイランド海軍造船所に回航され、1月16日から4月8日の間に改装された。この改装で、シードラゴンに新しい電池とレーダーが取り付けられ、3インチ砲の位置も前部に移された。シードラゴンは改装終了後、4月中旬に真珠湾に向かった。

### 第6の哨戒 1943年5月 - 6月
5月9日、シードラゴンは6回目の哨戒でトラック諸島方面に向かった。5月15日、シードラゴンは180度線を通過し、5月19日にカロリン諸島の哨戒海域に到着した。5月20日、シードラゴンは並走する潜水艦を発見し、相手もシードラゴンを発見したのか、間もなく潜航した。5月22日、シードラゴンはトラックを臨む海域に到着し、以後11日間はこの海域で哨戒した。6月4日、シードラゴンはポンペイ島方面の哨戒のため東に移動。ポンペイ島からクェゼリン環礁にいたる交通路を哨戒した。マーシャル諸島での哨戒は、点在する敵基地からの厳重な哨戒によって上手く行かなかったが、6月13日にはルオット島近海で貨物船の撃破を報じた。しかし、この時攻撃された特設運送船山国丸（山下汽船、6,921トン）は雷跡を発見して回避していた。4日後、シードラゴンは哨戒海域を後にした。6月21日、シードラゴンは43日間の行動を終えてミッドウェー島に帰投。舵機の修理のため真珠湾に回航された。

### 第7 - 第9の哨戒 1943年7月 - 1944年2月

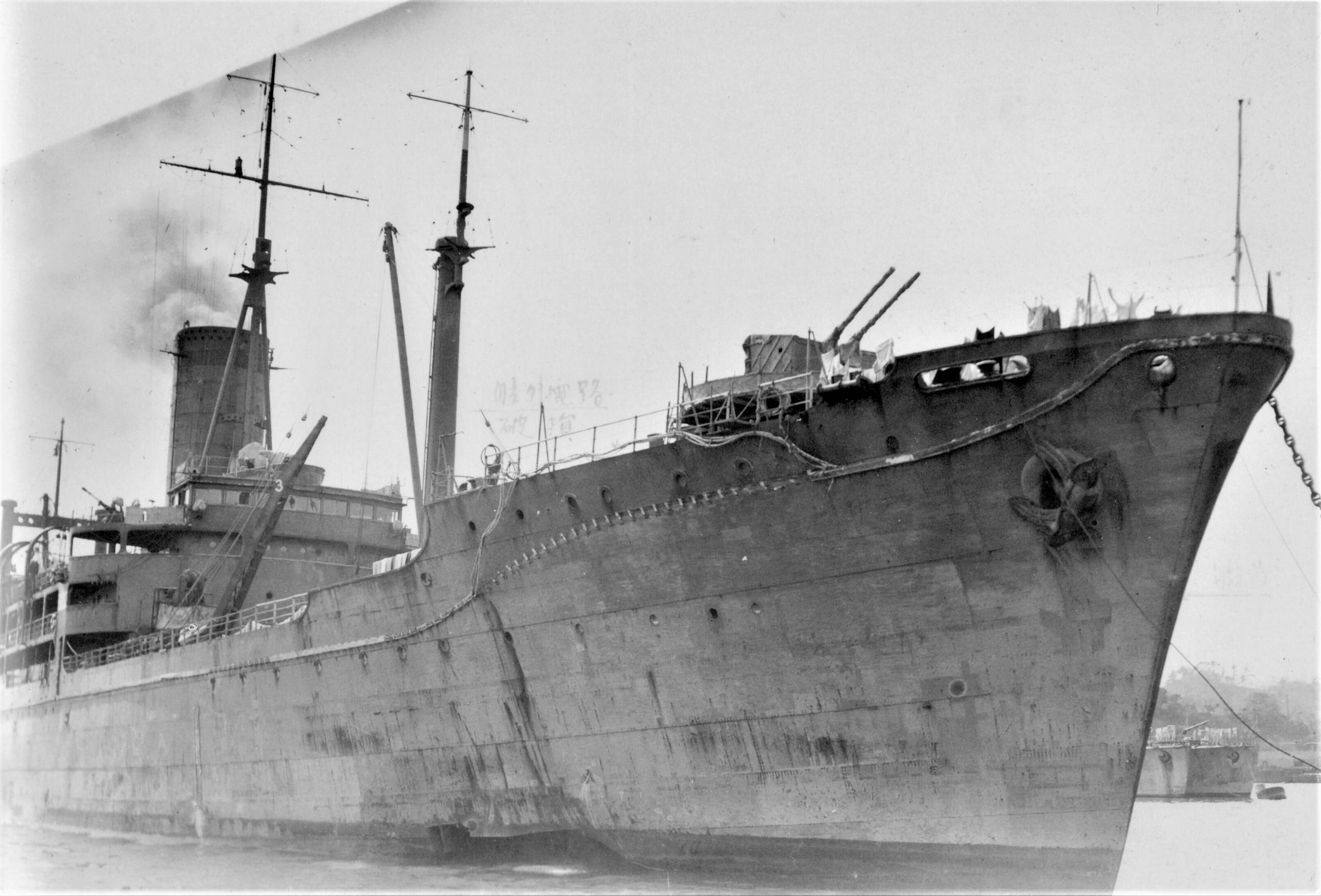
シードラゴンの雷撃で損傷した給糧艦伊良湖（1944年3月3日、横須賀で撮影）

7月18日、シードラゴンは7回目の哨戒でマーシャル諸島、ウェーク島方面に向かった。行動期間のうち31日間はウェーク島近海での哨戒にあてられた。7月27日、シードラゴンは特設運送船諏訪丸（日本郵船、10,672トン）に魚雷を打ち込んだ。諏訪丸は、3月28日にタニー (USS Tunny, SS-282) の、4月5日にフィンバック (USS Finback, SS-230) の雷撃を別々に受けて損傷し、ウェーク島に座礁したものであった。8月4日には北緯07度40分 東経160度45分 / 北緯7.667度 東経160.750度の地点で第5013船団を発見し、特設運送船建武丸（拿捕船、6,816トン）に魚雷を命中させた。哨戒自体は増加する航空機により順調ではなかったが、諏訪丸と建武丸を含め5隻の船舶に打撃を与えたと評価された。8月中旬にはウォッジェ環礁を偵察。8月30日、シードラゴンは43日間の行動を終えて真珠湾に帰投した。
9月24日、シードラゴンは8回目の哨戒でマーシャル諸島方面に向かった。クェゼリン環礁近海で31日間哨戒したが、対潜活動は相変わらず厳しいものだった。シードラゴンは、5つの接触を得て2回しか攻撃機会がなかった。そのうちの1回、10月13日にはクェゼリン環礁キーヨ水道を通過中の特務艦宗谷を撃破（実際は宗谷の損傷なし）し、護衛の特設駆潜艇第六昭南丸（日本海洋漁業、355トン）はシードラゴンに対して反撃に出た。11月5日、シードラゴンは42日間の行動を終えて真珠湾に帰投した。
12月14日、シードラゴンは9回目の哨戒でトラック諸島方面に向かった。トラックとサイパン島間の交通路を哨戒し、1944年1月9日には北緯10度20分 東経149度28分 / 北緯10.333度 東経149.467度の地点で輸送船を発見し、魚雷を4本発射して3本命中させるも全て不発だった。1月20日、シードラゴンは北緯08度04分 東経150度52分 / 北緯8.067度 東経150.867度のトラック北方で輸送船団を発見し、給糧艦伊良湖に魚雷を命中させた。伊良湖は艦首を深く沈めたものの沈没しなかった。シードラゴンは伊良湖を含めた3隻の貨物船を発見し、2隻に打撃を与えたと評価された。2月5日、シードラゴンは46日間の行動を終えて真珠湾に帰投。艦長がジェームス・H・アシュリー・ジュニア少佐（アナポリス1934年組）に代わった。修理の際、従来の3インチ砲は4インチ砲に換装された。

### 第10の哨戒 1944年4月 - 5月
4月1日、シードラゴンは10回目の哨戒で日本近海に向かった。4月5日に180度線を通過し、4月15日に哨戒海域に到着した。4月16日、シードラゴンは奄美大島近海から豊後水道と紀伊水道を結ぶ海域に移動し、瀬戸内海から出てくるであろう艦船を待った。4月23日朝、シードラゴンは北緯33度23分 東経135度44分 / 北緯33.383度 東経135.733度の地点で潮岬方面に向かう、3隻の護衛艇がついた4隻の輸送船団を発見。魚雷を発射し、輸送船大寿丸（大阪商船、6,886トン）の右舷に命中。大寿丸は船首から沈没していった。護衛艇と哨戒機がシードラゴンに接近し、爆雷を40発投下。シードラゴンは深深度に潜んだ後、夜になって対潜掃討中の特設砲艦那智丸（関西汽船、1,601トン）に対して魚雷を発射したが命中しなかった。4月26日、シードラゴンは東京とマニラ間の交通路を哨戒。翌4月27日、シードラゴンは北緯33度13分 東経135度59分 / 北緯33.217度 東経135.983度の地点で輸送船はわい丸（南洋海運、9,467トン）に魚雷を命中させ、はわい丸は右に大きく傾いた末に、沈没を防ぐため浦神港（那智勝浦町）近辺の浅瀬に座礁した。
4月28日からは、駿河湾入口付近で名古屋とサイパン島間の交通路を哨戒。さらに5月3日からはグアム、サイパン島、トラックと東京間の交通路の哨戒を行った。2日後からシードラゴンは相模湾の入口で艦船の出入りを見張ったあと、5月13日にシードラゴンは哨戒海域を後にしてミッドウェー島に針路を向けた。5月17日、シードラゴンは北緯33度31分 東経155度25分 / 北緯33.517度 東経155.417度の地点で武装したトロール船を発見し、4インチ砲と機銃の射撃により炎上させた。シードラゴンは捕虜を得るため接近したが、生き残った敵の船員は降伏を拒んだ。シードラゴンは再び東に針路を向け、5月21日に180度線を通過し、ミッドウェー島に寄港。5月25日、シードラゴンは54日間の行動を終えて真珠湾に帰投。メア・アイランド海軍造船所に回航され、夏の間はオーバーホールにあてられてエンジンの換装を行った。シードラゴンは9月7日に真珠湾に戻った。

### 第11の哨戒 1944年9月 - 11月
9月23日、シードラゴンは11回目の哨戒でシャーク (USS Shark, SS-314)、ブラックフィッシュ (USS Blackfish, SS-221) とウルフパックを構成しルソン海峡方面に向かった。10月3日にサイパン島に寄港し、翌10月4日に出港の予定だった。しかし、電池が故障したため修理を行い、10月5日に出港。10月9日、シードラゴンはバタン諸島近海でシャーク、ブラックフィッシュと再会し、哨戒海域で行動を開始した。
10月21日夜から10月22日朝にかけては、第38任務部隊（マーク・ミッチャー中将）の攻撃で追い立てられたと考えられた日本艦隊を捜し求めたところ、22日未明に北緯21度57分 東経118度14分 / 北緯21.950度 東経118.233度の地点で隼鷹型空母と思しき艦艇と4隻の大型艦、および3隻ないし4隻の駆逐艦からなる機動部隊を発見して攻撃し、隼鷹型空母を撃破したことを報告した。10月24日朝6時15分、シャークが敵との接触を報告してきたので、シードラゴンはその情報に基づいて移動した。7時30分に潜望鏡で目標を発見したが、距離が遠かった。9時20分、シードラゴンは護衛艦と航空機に護衛された3隻の商船を発見。これはマニラを10月20日に出航し高雄に向かっていたマタ30船団で、指揮艦である駆逐艦春風の名前を取って別名「春風船団」と呼称されていた。10月23日17時30分のソーフィッシュ (USS Sawfish, SS-276) による元特設水上機母艦君川丸（川崎汽船、6,863トン）撃沈によって攻撃が開始され、ソーフィッシュ、ドラム (USS Drum, SS-228)、アイスフィッシュ (USS Icefish, SS-367) のウルフパックと、合流してきたスヌーク (USS Snook, SS-279) によって船団は深刻な状況に陥っていた。10時55分、シードラゴンはこの時点での船団の一番船になっていた海軍徴傭船大天丸（大阪商船、4,642トン）に対して魚雷を4本発射。大天丸は空船で船体が浮かび上がって5ノットしか出せなかったが、最初の魚雷2本は何とか回避。しかし、1本が右舷機関室後部に命中。大天丸は12時ごろに船尾を下にして沈没した。
最初の魚雷の動きが護衛艦に察知され、11時1分に爆雷8発が投下された。11時54分に潜望鏡深度に戻すと、護衛艦は6キロ後方にいる遭難者の救助に駆けずり回り、残っている商船はシードラゴンの前方にいて、2ノットから3ノットで航行していた。12時14分に千鳥型水雷艇と思しき艦艇と2隻の中型貨物船に対して魚雷を4本発射し、3つの爆発音を得た。
シードラゴンは再び深海に潜航した後、15発の爆雷を投下され、13時10分に潜望鏡深度に戻った。この時点で残っている商船は1隻と判断され、その商船、海軍徴傭船營口丸（日本郵船、1,847トン）は停止して遭難者救助をしており、そのデッキは救助した遭難者で混雑していた。護衛艦が營口丸の周囲を警戒していたが、シードラゴンは隙を突いて14時4分に魚雷を発射。最初の魚雷が營口丸の左舷船首に命中し、營口丸はたちまち前半分が沈み、大分時間が経ってから船体が全没した。1分後から25発の爆雷が投下されたが、シードラゴンは上手く逃げた。シードラゴンはしばらくして浮上し、18時58分にシャークとの交信を試みたが何事も起こらなかった。シャークは6時15分の交信の後、春風に撃沈されたと考えられた。
戦後の調査で、シードラゴンは一連の攻撃で大天丸と營口丸、それに貨客船黒龍丸（大阪商船、7,369トン）を撃沈したものと認定された。
10月25日夜には吹雪型駆逐艦と思しき艦艇に魚雷を発射したものの命中せず、10月26日にはルソン島に接近し、10月27日と28日には、遭難した味方パイロットの救出を試みた。10月29日、シードラゴンはミッドウェー島への帰還が命じられた。11月8日、シードラゴンは44日間の行動を終えてミッドウェー島に帰投した。

### 第12の哨戒 1944年12月 - 1945年1月
12月3日、シードラゴンは12回目の哨戒で小笠原諸島方面に向かった。この哨戒では敵船の探索と救助艦任務の2つで成り立っていた。1945年1月までは敵船の探索を、1月10日以降は救助艦任務がメインとなった。シードラゴンは1月19日に哨戒海域を去り、1月22日にグアムに寄港後、翌日には真珠湾へ向かった。2月2日、シードラゴンは60日間の行動を終えて真珠湾に帰投。これがシードラゴンの最後の哨戒となった。

### 訓練艦・戦後
シードラゴンは真珠湾で修理後カリフォルニアに帰還し、海軍航空部隊に対する訓練の支援を行った。5月にシードラゴンは大西洋艦隊に配属され、戦争の最後の月はグアンタナモ湾およびフロリダ州キーウェストでの訓練任務に従事した。9月にコネチカット州ニューロンドンに移動、続いてマサチューセッツ州ボストンに移動し、同地で1945年11月15日に退役する。およそ4ヶ月後の1946年2月8日に再就役し、マサチューセッツ州ヒンガムでUボートを含む潜水艦群の不活性化および保存の支援を行った。1946年10月29日に再び退役、大西洋予備役艦隊で保存され、1948年4月30日に除籍された。
シードラゴンは第二次世界大戦の戦功で11個の従軍星章を受章した。